# Tridentarius
Tridentarius is een geslacht van weekdieren uit de klasse van de Gastropoda (slakken).

## Soort
- Tridentarius dentatus (Linnaeus, 1758)